# Підводні човни типу IX
Підводні човни типу IX — океанські дизельні підводні човни Крігсмаріне періоду Другої світової війни. Були подальшим розвитком човнів типу І з більшою дальністю дії і сильнішим артилерійським озброєнням.

## Історія
Розробку ПЧ даного типу розпочали 1935 і через три роки перший човен спустили на воду. Загалом було збудовано 193 ПЧ типу ІХ семи модифікацій, що робило їх другим наймасовішим ПЧ Третього Рейху після ПЧ типу VII і найбільш успішними ПЧ Крігсмаріне.
- модифікація IXA — збудовано 8 човнів ПЧ до 1939 на корабельні AG Weser — U-37, U-38, U-39, U-40, U-41, U-42, U-43, U-44; жоден з них не дійшов до кінця війни.
- модифікація IX B — до 1940 на AG Weser збудували 14 ПЧ — U-64, U-65, U-103, U-104, U-105, U 106, U-107, U-108, U-109, U-110, U-111, U-122, U-123, U-124. ПЧ були дещо більшими зі збільшеною дальністю плавання.

Водотоннажність становила 1051/1178 т; швидкість 18,2/7,3 вузли; дальність плавання 12.000 мм при 10 вузлах, під водою 64 мм при 4 вузлах.
- модифікація IX C — впродовж 1939—1942 років збудували 54 ПЧ (24 AG Weser, 24 Deutsche Werft, 6 Seebeckwerft). Були розвитком IX B з більшим на 43 т запасом палива. U-66, U-67, U-68, U-125, U-126, U-127, U-128, U-129, U-130, U-131, U-153, U-154, U-155, U-156, U-157, U-158, U-159, U-160, U-161, U-162, U-163, U-164, U-165, U-166, U-171, U-172, U-173, U-174, U-175, U-176, U-501, U-502, U-503, U-504, U-505, U-506, U-507, U-508, U-509, U-510, U-511, U-512, U-513, U-514, U-515, U-516, U-517, U-518, U-519, U-520, U-521,U-522, U-523, U-524. З ПЧ один переданий Японії, два захоплені союзниками, решта затоплені.

Водотоннажність становила 1.120/1.232 т; дальність плавання 13.450 мм при 10 вузлах, 63 мм bпри 4 вузлах.
- модифікація IX C/40 — найбільша серія, що була подальшим розвитком IX C з більшими розмірами, дальністю плавання і без третього перископа. У 1940—1944 роках збудували 87 ПЧ (41 Deutsche Werft, 36 AG Weser, 10 Seebeckwerft). U-167, U-168, U-169, U-170, U-183, U-184, U-185, U-186, U-187, U-188, U-189, U-190, U-191, U-192, U-193, U-194, U-525, U-526, U-527, U-528, U-529, U-530, U-531, U-532, U-533, U-534, U-535, U-536, U-537, U-538, U-539, U-540, U-541, U-542, U-543, U-544, U-545, U-546, U-547, U-548, U-549, U-550, U-801, U-802, U-803, U-804, U-805, U-806, U-841, U-842, U-843, U-844, U-845, U-846, U-853, U-854, U-855, U-856, U-857, U-858, U-865, U-866, U-867, U-868, U-869, U-870, U-877, U-878, U-879, U-880, U-881, U-889, U-890, U-891, U-1221, U-1222, U-1223, U-1224, U-1225, U-1226, U-1227, U-1228, U-1229, U-1230, U-1231, U-1232, U-1233, U-1234, U-1235, U-1236, U-1237, U-1238. Частину замовлених ПЧ анулювали на користь ПЧ типу ХХІ.

Водотоннажність становила 1.144/1.257 т; дальність плавання 13.850 мм при 10 вузлах, 63 мм при 4 вузлах.
- модифікація IX D1 — була розроблена 1939 з більшою на 10 м довжиною і на 500 т водотоннажністю. Два збудовані на AG Weser ПЧ отримали 6 20-циліндрові дизелів Daimler-Benz MB501 загальною потужністю 9000 к.с. Це збільшило надводну швидкість при зменшенні дальності плавання. У 1943—1944 встановили два 6-циліндрові дизелі F46 MAN потужністю по 3200 к.с.; , демонтували торпедні апарати, що дозволило перевозити 252 т корисних вантажів. ПЧ U-180 і U-195 використовували для прориву блокади. U-180 затонув, U-195 завершив війну в Японії.

Водотоннажність становила 1 610/1 799 т; довжина 87,58 м; ширина 7,5 м; висота 10,2 м; осадка 5,35 м; швидкість 15,8-16,5/6,9 вузлів; дальність плавання 12 750 мм при 10 вузлах, під водою 115 мм при 4 вузлах. Шість 533 мм торпедних апаратів (24 торпеди або 72 міни). Екіпаж 55 моряків.
Не збудовано U-185, U-186, U-187, U-188, U-189, U-190, U-191, U-192, U-193, U-194.
- модифікація IX D2 — на AG Weser збудували 28 ПЧ з збільшеною дальністю плавання, що дозволяло оперувати їм в Індійському океані та досягати Японії. U-177, U-178, U-179, U-181, U-182, U-196, U-197, U-198, U-199, U-200, U-847, U-848, U-849, U-850, U-851, U-852, U-859, U-860, U-861, U-862, U-863, U-864, U-871, U-872, U-873, U-874, U-875, U-876.

На підводні човни встановлювали літальні апарати — автожири Focke-Achgelis Fa 330 для збільшення зони огляду акваторії океану.
Водотоннажність становила 1.616/1.804 т; швидкість 19,2/6,9 вузлів; дальність плавання 31.500 мм при 10 вузлах, 57 мм при 4 вузлах.
- модифікація IX D/42 розроблялась з 1942 року. ПЧ U-883 завершили будувати 1945 і 16 травня 1945 у Вільгельмсгафен її захопили союзники. ПЧ U 884 був пошкоджений при бомбардуванні на стапелях і не добудовувався. Будівництво чотирьох ПЧ призупинили після закладення. Технічні характеристики повторяли дані ПЧ IX D2.